# Daksha

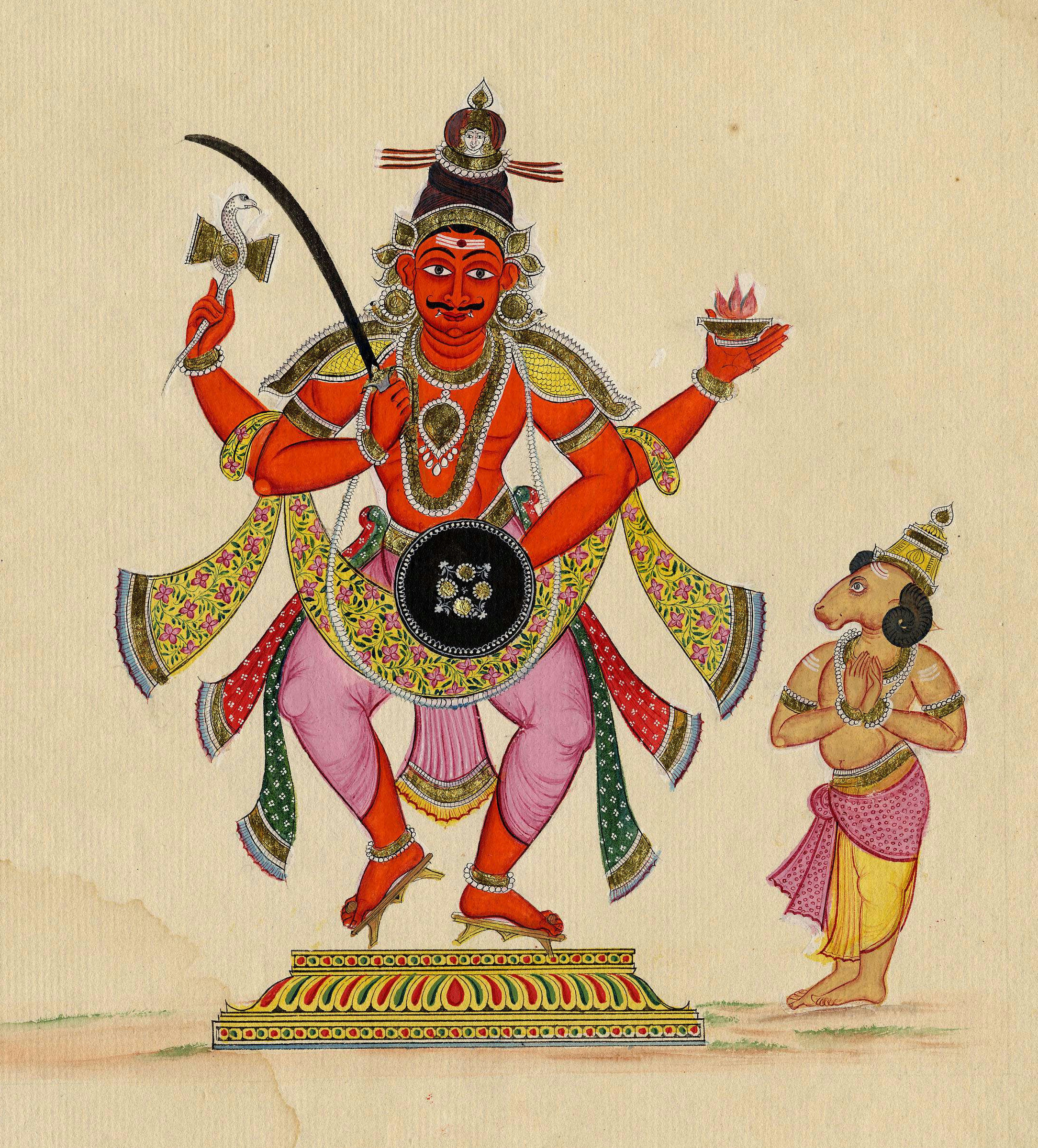
Daksha met de ramskop (rechts) naast Virabhadra (links)

Daksha is in het hindoeïsme een van de Prajapati's, zonen van Brahma en voorouders van de mensheid. Hij is de vader van Sati en de schoonvader van Shiva. Hij verloor zijn hoofd, toen zijn dochter Sati (Uma, Devi) zichzelf verbrandde, nadat hij Shiva had beledigd. Shiva nam wraak voor de dood van zijn echtgenote en stuurde Virabhadra, die Daksha het hoofd afsloeg. Later kreeg Daksha er een ramskop voor in de plaats en was hij Shiva toegewijd.
Volgens de Purana's had Daksha negenentachtig dochters bij zijn vrouw Prasuti en honderdzestien bij Pachajani. Volgens de Vishnu Purana zijn het vierentwintig dochters en bij de Matsya Purana tweeënzestig dochters. Zijn dochter Sati (Waarheid) was tegen zijn zin in met de asceet Shiva gehuwd. Daksha's dochter Svaha (Blijdschap) ontving het zaad van de vuurgod Agni, waaruit Murugan (Skanda, Kartikeya) geboren werd. Zijn dochters Aditi, Vinata en Kadru huwden Marichi's zoon Kasyapa. Rati was zijn dochter, die met Kamadeva huwde.
Toen Daksha vernam, dat zijn broers, de vier Kumara's, die ook zonen van Brahma waren, verloren hadden van Shiva in een kennisdebat, sprak hij de vloek uit dat ze de gedaante van kleine kinderen zouden aannemen.

## Sati
Tijdens een offer (Yaga), waarbij Sati en Shiva níet waren uitgenodigd en Sati, tegen Shiva's advies in, toch kwam, werd Sati zo woedend om de beledigingen die jegens haar man Shiva werden geuit, dat ze zich in de vlammen wierp. Toen Shiva dat vernam riep hij Virabhadra en Bhadrakali op om wraak op Daksha te nemen. Daksha werd daarop onthoofd. Shiva treurde om zijn vrouw en liep met haar lichaam rond. Vishnu werd gevraagd hem tot bedaren te brengen en volgens één versie deelde hij met zijn discus Sati's lichaam op in eenenvijftig stukken. Waar ze neerkwamen worden heilige plaatsen, Shakti Peethas, genoemd. Shiva vergaf zijn schoonvader, nu hij rustig was geworden en schonk hem een ramskop. Daksha op zijn beurt werd een toegewijde van Shiva. Sati reïncarneerde als de dochter van Himavat, de leider van de bergen, en zijn echtgenote Mena. Nu was Uma (hemelse wijsheid) Parvati geworden en door tussenkomst van Kamadeva (de liefdesgod) en diens vrouw Rati (Begeerte) werden Parvati en Shiva weer met elkaar verbonden.

## Aditi
Daksha's dochter Aditi (grenzeloze) huwde met Kasyapa en werd de moeder van de Aditya's. In sommige verhalen (Rig Veda, 10.72) is Aditi de moeder én de dochter van Daksha.

## Svaha
De grote godin Uma (Parvati) was in Svaha, de dochter van Daksha, overgegaan om via Agni, waarin Rudra (Shiva) was overgegaan, een nakomeling van haar echtgenoot te krijgen. De goden hadden het hen namelijk verboden zelf direct nakomelingen te krijgen. Sarasvati had de goden vervloekt, zodat ze geen nakomelingen zouden krijgen, toen haar echtgenoot  Brahmâ met spoed Gayatri was getrouwd, toen ze te laat voor een offerplechtigheid verscheen.
Tijdens en offerritueel was Agni bij de Rishi's (Prajapati's) uitgenodigd en verliefd geworden op hun vrouwen. Agni trok zich terug in het bos, waar Svaha, die verliefd op hém was geworden, hem zes keer bezocht, in de gedaante van de vrouwen van de Rishi's. Ze nam zijn zaad in een gouden reservoir naar de Rishis's, waaruit Murugan werd geboren. Murugan zou Taraka, de vijand van de goden, verslaan.

## Vinata en Kadru
Daksha's dochters Vinata en Kadru huwden met Kashyapa. Vinata kreeg twee zonen: Aruna (de wagenmenner van de zonnegod Surya)  en Garoeda (de vogelmens, waar Vishnoe en Lakshmi op vliegen). Kadru legde daarentegen geen twee, maar duizend eieren, waaruit naga's (slangen) werden geboren. De oudste was Sesha Ananta (waarop Vishnoe rust) en daarna werd Vasuki geboren, die dienst zou doen als touw om de Mandara in beweging te krijgen en de oceaan van melk te karnen.

## Rati
Daksha's dochter Rati kwam voort uit zijn zweet. Ze huwde de liefdesgod Kamadeva. Ze wordt afgebeeld met een lotus en een discus.